# Sveriges län
Sveriges län är en administrativ indelning av Sverige införd 1634. Sedan 1998 finns det 21 län. Till varje län finns en länsstyrelse. För alla län finns även en region, som ansvarar för sjukvård, kollektivtrafik med mera. Länsindelningen utgör även grunden för annan statlig verksamhet, och exempelvis är indelningen i sju polisregioner och 12 domkretsar för förvaltningsdomstolar baserad på länsindelningen. Andra administrativa indelningar, inklusive tingsrätters indelning i domkretsar, är i stället baserad på indelningen i kommuner.

## Historia
Från början avsågs med län ett område som hade förlänats en frälseman (i rollen som läntagare), som belöning för hans tjänster mot konungen och riket. Ordet har levt kvar men har med tiden i praktiken fått en helt annan betydelse.
Birger jarl och Magnus Ladulås etablerade slottslän vid en tid när ledungen omformades till fast skatt. Det fanns också underhållslän för medlemmar av kungafamiljen, och pantlän vid lån från privatperson till kronan, samt tjänstelän vilka var utbyte mot militära tjänster.
En ny länsorganisation som även innefattade det nuvarande Finland etablerades genom 1634 års regeringsform och under ledning av Axel Oxenstierna. I Finland avskaffades dock länen 2010, till förmån för landskap.
Sveriges indelning i län har i stort sett varit stabil sedan 1810. Sedan mitten av 1900-talet har dock tre större ändringar i indelningen genomförts:
- Stockholms stad (överståthållarämbetet) och Stockholms län lades 1968 samman till ett nytt län kallat Stockholms län.
- Det skedde större och mindre gränsändringar mellan länen vid kommunreformerna 1952 och 1971.
- Dessutom lades den 1 januari 1997 Kristianstads och Malmöhus län samman till Skåne län. Den 1 januari året därpå lades Göteborgs och Bohus län, Älvsborgs län och Skaraborgs län samman till Västra Götalands län (med undantag för Habo och Mullsjö kommuner som fördes till Jönköpings län på egen begäran).

Även senare har diskussioner och förändringar genomförts. Heby kommun övergick 1 januari 2007 från Västmanlands län till Uppsala län. I diskussionen innan ett nytt län bildats genom sammanslagning av flera gamla län, har ofta storlän använts som en informell benämning på länet som ska bildas.

## Förvaltningsorganisation i länen
Myndighetsuppgifterna sköts av länsstyrelserna, som är statens organ för länen. De politiska uppgifterna sköts av regionerna, vars beslutsfattare väljs direkt av länets befolkning. Regionerna har också övertagit en stor del av den statliga regionplaneringen från länsstyrelserna.

### Länsstyrelse
Länsstyrelse är statens regionala företrädare och fungerar som en länk mellan länen och staten. Länsstyrelsens chef utses av regeringen och kallas landshövding.
Länsstyrelsen ansvarar bland annat för naturvårdsfrågor och viss regional samhällsplanering. Skogsvårdsstyrelse, Arbetsförmedlingen och domstolar är exempel på andra statliga organ i länet. En länsnämnd eller motsvarande lyder under ett statligt verk och arbetar med samma frågor som detta, fast regionalt.

### Region
Regionen är en regional administration, vars beslut fattas av den folkvalda församlingen regionfullmäktige. Regionfullmäktige utser en regionstyrelse som leder och samordnar arbetet. Det viktigaste ansvarsområdet är hälso- och sjukvården. Andra vanliga områden är folktandvården, utbildning, kultur (främst länsmusik, -teatrar och -museer) och näringslivsstöd. Ansvaret som regional kollektivtrafikmyndighet ligger oftast hos regionen, men i några fall ligger ansvaret hos kommunalförbund. Regionens verksamhet finansieras genom statsbidrag, regionskatter och avgifter och regleras bland annat i kommunallagen.
I samband med länssammanslagningarna på 1990-talet (då Skåne län och Västra Götalands län bildades) övertogs här stora delar av det statliga ansvaret för regional utveckling av regionalt valda beslutsorgan. Successivt övertog även de regionala myndigheterna i andra län motsvarande utvecklingsansvar, varvid landstingen ombildades till "regioner". 2019 hade landstingen i alla Sveriges då 21 län övergått från den äldre till den nyare organisationsformen. Detta inkluderar Gotlands län, som sedan 1971 (då Gotland blev en enda kommun) inte haft något separat landsting, men där Gotlands kommun numera i dessa sammanhang betecknar sig som Region Gotland.

## Lista över Sveriges län
| \| Län \| Bokstav \| Kod \| Landyta (km²)[3] \| Folkmängd (2024-12-31)[4] \| Inv/km² \| Residensstad \| Kommuner \| Inrättat \| Ordning från N till S (efter residensstaden) \| \| -------------------- \| ------- \| --- \| ---------------- \| ------------------------- \| ------- \| ------------ \| -------- \| --------- \| -------------------------------------------- \| \| Blekinge län \| K \| 10 \| 2 931 \| 157 223 \| 53,6 \| Karlskrona \| 5 \| 1683 \| 20 \| \| Dalarnas län \| W \| 20 \| 28 029 \| 286 546 \| 10,2 \| Falun \| 15 \| 1634[5] \| 6 \| \| Gotlands län \| I \| 09 \| 3 135 \| 60 971 \| 19,4 \| Visby \| 1 \| 1645 \| 16 \| \| Gävleborgs län \| X \| 21 \| 18 118 \| 284 558 \| 15,7 \| Gävle \| 10 \| 1762 \| 5 \| \| Hallands län \| N \| 13 \| 5 427 \| 345 074 \| 63,6 \| Halmstad \| 6 \| 1658 \| 18 \| \| Jämtlands län \| Z \| 23 \| 48 935 \| 132 839 \| 2,7 \| Östersund \| 8 \| 1810 \| 3 \| \| Jönköpings län \| F \| 06 \| 10 437 \| 370 009 \| 35,5 \| Jönköping \| 13 \| 1639/1687 \| 14 \| \| Kalmar län \| H \| 08 \| 11 165 \| 246 352 \| 22,1 \| Kalmar \| 12 \| 1634/1680 \| 19 \| \| Kronobergs län \| G \| 07 \| 8 424 \| 203 351 \| 24,1 \| Växjö \| 8 \| 1639/1687 \| 17 \| \| Norrbottens län \| BD \| 25 \| 97 239 \| 248 620 \| 2,6 \| Luleå \| 14 \| 1810 \| 1 \| \| Skåne län \| M \| 12 \| 10 968 \| 1 428 626 \| 130,3 \| Malmö \| 33 \| 1997 \| 21 \| \| Stockholms län \| AB \| 01 \| 6 524 \| 2 473 307 \| 379,1 \| Stockholm \| 26 \| 1641/1714 \| 10 \| \| Södermanlands län \| D \| 04 \| 6 075 \| 301 542 \| 49,6 \| Nyköping \| 9 \| 1634 \| 12 \| \| Uppsala län \| C \| 03 \| 8 190 \| 407 912 \| 49,8 \| Uppsala \| 8 \| 1641/1714 \| 7 \| \| Värmlands län \| S \| 17 \| 17 519 \| 283 384 \| 16,2 \| Karlstad \| 16 \| 1640/1779 \| 8 \| \| Västerbottens län \| AC \| 24 \| 54 665 \| 281 138 \| 5,1 \| Umeå \| 15 \| 1638 \| 2 \| \| Västernorrlands län \| Y \| 22 \| 21 549 \| 241 458 \| 11,2 \| Härnösand \| 7 \| 1634/1810 \| 4 \| \| Västmanlands län \| U \| 19 \| 5 118 \| 281 158 \| 54,9 \| Västerås \| 10 \| 1634 \| 9 \| \| Västra Götalands län \| O \| 14 \| 23 800 \| 1 772 821 \| 74,5 \| Göteborg \| 49 \| 1998 \| 15 \| \| Örebro län \| T \| 18 \| 8 504 \| 308 375 \| 36,3 \| Örebro \| 12 \| 1640/1779 \| 11 \| \| Östergötlands län \| E \| 05 \| 10 559 \| 472 446 \| 44,7 \| Linköping \| 13 \| 1634 \| 13 \| \| Sverige \| \| \| 407 311 \| 10 587 710 \| 26,0 \| \| 290 \| \| \| | Karta med Sveriges län |     |               |                        |         |              |          |           |                                              |
| Län | Bokstav                | Kod | Landyta (km²) | Folkmängd (2024-12-31) | Inv/km² | Residensstad | Kommuner | Inrättat  | Ordning från N till S (efter residensstaden) |
| Blekinge län | K                      | 10  | 2 931         | 157 223                | 53,6    | Karlskrona   | 5        | 1683      | 20                                           |
| Dalarnas län | W                      | 20  | 28 029        | 286 546                | 10,2    | Falun        | 15       | 1634      | 6                                            |
| Gotlands län | I                      | 09  | 3 135         | 60 971                 | 19,4    | Visby        | 1        | 1645      | 16                                           |
| Gävleborgs län | X                      | 21  | 18 118        | 284 558                | 15,7    | Gävle        | 10       | 1762      | 5                                            |
| Hallands län | N                      | 13  | 5 427         | 345 074                | 63,6    | Halmstad     | 6        | 1658      | 18                                           |
| Jämtlands län | Z                      | 23  | 48 935        | 132 839                | 2,7     | Östersund    | 8        | 1810      | 3                                            |
| Jönköpings län | F                      | 06  | 10 437        | 370 009                | 35,5    | Jönköping    | 13       | 1639/1687 | 14                                           |
| Kalmar län | H                      | 08  | 11 165        | 246 352                | 22,1    | Kalmar       | 12       | 1634/1680 | 19                                           |
| Kronobergs län | G                      | 07  | 8 424         | 203 351                | 24,1    | Växjö        | 8        | 1639/1687 | 17                                           |
| Norrbottens län | BD                     | 25  | 97 239        | 248 620                | 2,6     | Luleå        | 14       | 1810      | 1                                            |
| Skåne län | M                      | 12  | 10 968        | 1 428 626              | 130,3   | Malmö        | 33       | 1997      | 21                                           |
| Stockholms län | AB                     | 01  | 6 524         | 2 473 307              | 379,1   | Stockholm    | 26       | 1641/1714 | 10                                           |
| Södermanlands län | D                      | 04  | 6 075         | 301 542                | 49,6    | Nyköping     | 9        | 1634      | 12                                           |
| Uppsala län | C                      | 03  | 8 190         | 407 912                | 49,8    | Uppsala      | 8        | 1641/1714 | 7                                            |
| Värmlands län | S                      | 17  | 17 519        | 283 384                | 16,2    | Karlstad     | 16       | 1640/1779 | 8                                            |
| Västerbottens län | AC                     | 24  | 54 665        | 281 138                | 5,1     | Umeå         | 15       | 1638      | 2                                            |
| Västernorrlands län | Y                      | 22  | 21 549        | 241 458                | 11,2    | Härnösand    | 7        | 1634/1810 | 4                                            |
| Västmanlands län | U                      | 19  | 5 118         | 281 158                | 54,9    | Västerås     | 10       | 1634      | 9                                            |
| Västra Götalands län | O                      | 14  | 23 800        | 1 772 821              | 74,5    | Göteborg     | 49       | 1998      | 15                                           |
| Örebro län | T                      | 18  | 8 504         | 308 375                | 36,3    | Örebro       | 12       | 1640/1779 | 11                                           |
| Östergötlands län | E                      | 05  | 10 559        | 472 446                | 44,7    | Linköping    | 13       | 1634      | 13                                           |
| Sverige |                        |     | 407 311       | 10 587 710             | 26,0    |              | 290      |           |                                              |

Observera att sjöar och hav är exkluderade i kolumnen yta.

## Avskaffade län i Sverige
Ej att förväxla med de slottslän som fanns före 1634 års regeringsform. För dessa, se artikeln Slottslän.
Här listas sådana län som inrättats enligt 1634 års regeringsform och i dess efterföljd, men sedan avskaffats.
På motsvarande administrativ nivå har flera förvaltningsformer förekommit, ibland under beteckningen län:
- livgeding, för änkedrottningarnas underhåll, avvecklade 1715–1720
- underhållsländer, för Karl X Gustav, medan han var tronföljare, samt Drottning Kristina, sedan hon abdikerat
- hertigdömen, avskaffade 1689
- guvernement, det vill säga län under ledning av landshövding med militärt befäl
- generalguvernement, i flera sammanförda län liksom i avhängiga provinser.

Militärt styre för inrikes län avskaffades i 1719 års regeringsform.
Till skillnad från livgedingen, underhållsländerna och det sista kvarvarande hertigdömet (Stegeborg), var grevskapen (avskaffade efter Karl XI:s reduktion 1680) underordnade länsförvaltningen. Detta var fallet, trots omfattande ekonomiska och administrativa specialrättigheter.
Efter 1634 har beteckningen län även levt kvar avseende vissa härader som tidigare varit centra i äldre slottslän. Beteckningen har även använts om vissa bruksorter och bergslager.
|  | Län                             | Residensstad                            | Årtal från         | Årtal till     | Beskrivning |
|  | ------------------------------- | --------------------------------------- | ------------------ | -------------- | --- |
|  | Bohus län                       | Bohus fästning                          | 1680               | 1700           | namn på Göteborgs och Bohus län |
|  | Göteborgs och Bohus län         | Göteborg                                | 1680 1700          | 1997           | ingår nu i Västra Götalands län |
|  | Härnösands län                  | Härnösand                               | 1645               | 1654           | nu uppdelat i Västernorrlands län och del av Jämtlands län |
|  | Järle län/Nora län              | Järle, senare Nora                      | 1641               | 1648           | döptes vid flytt av residensstad om till Nora län. Tillhör idag till största delen Örebro län, men även en liten del av Värmlands län. |
|  | Jönköpings och Kronobergs län   |                                         | 1654 1669 1680     | 1658 1674 1687 | nu delat mellan Jönköpings län och Kronobergs län |
|  | Kopparbergs län                 | Falun                                   | 1634 (erkänt 1647) | 1996           | har bytt namn till Dalarnas län |
|  | Kristianstads län               | Kristianstad                            | 1658               | 1996           | ingår nu i Skåne län |
|  | Linköpings län                  | Linköping                               | 1634               | 1718           | Slottslän som före 1719 var namn på Östergötlands län |
|  | Malmöhus län                    | Malmö                                   | 1669               | 1996           | ingår nu i Skåne län |
|  | Norrlands län / Hudiksvalls län | Hudiksvall                              | 1634               | 1645           | mellan åren 1645 och 1654 hette länet Hudiksvalls län, efter dess residensstad. Före 1638 omfattade länet hela Norrland. Efter 1654 uppdelat i Gävleborgs län med landskapen Gästrikland, Hälsingland och Härjedalen samt Härnösands län med landskapen Ångermanland, Medelpad och Jämtland. |
|  | Närkes och Värmlands län        | Örebro slott                            | 1625 1654          | 1639 1779      | nu uppdelat i Örebro län och Värmlands län, samt delar av Västra Götalands län (Dalsland). |
|  | Stockholms överståthållarskap   |                                         | 1634               | 1967           | ingår nu i Stockholms län |
|  | Skaraborgs län                  | Skara (1634–1659) Mariestad (1660–1997) | 1634               | 1997           | nu till största delen i Västra Götalands län, men även i Jönköpings län. |
|  | Smålands län                    |                                         | 1634 1679          | 1639 1680      | delat i Jönköpings län och Kronobergs län (Kalmar län ingick inte) delat i Kalmar län och Jönköpings och Kronobergs län |
|  | Upplands län                    |                                         | 1634– 1655–        | 1640 1713      | mellan åren 1641 och 1654 uppdelat mellan Uppsala län och Stockholms län, för att återgå till gemensam län igen. År 1714 delas de båda parterna återigen upp. |
|  | Älvsborgs län                   | Vänersborg                              | 1634               | 1997           | ingår nu i Västra Götalands län |
|  | Ölands län                      | Borgholm                                | 1819               | 1826           | ingår nu i Kalmar län. |

- I listan ingår endast län som låg inom Sveriges nuvarande gränser. Dessutom har svenska län funnits på andra håll. Se Finlands län om de historiska länen i nuvarande Finland.

Förutom ovanstående län inrättade i enlighet 1634 år länsreform fanns några andra län:
- Sala län mellan 1641 och 1646 som anges som ett hövdingedöme [9]
- Drottningholm och Svartsjö slotts län som var en kunglig förläning mellan 1787 och 1809

För avskaffade län som tidigare var danska, se Danmarks län.